# Ат-Тагабун
Ат-Тага́бун (араб. التغابن — Раскрытие самообмана) — шестьдесят четвертая сура Корана. Сура мединская.  Состоит из 18 аятов.

## Содержание
Сура приводит ряд свидетельств могущества Аллаха и его безграничного знания. В суре обращается внимание на тех, которые не уверовали в прежние времена и ослушались посланников своего Господа, за что понесли мучительное наказание.
Затем в суре указывается на несостоятельность ложного утверждения неверных о том, что они не будут воскрешены, содержится призыв к людям уверовать в Аллаха, в его посланника и в Свет, ниспосланный ему, а также предостережение от Аллаха о Судном дне, в который людям будет ясно, что они обидели себя, обманувшись.

 Славит Аллаха то, что на небесах, и то, что на земле. Ему принадлежит власть и надлежит хвала. Он способен на всякую вещь. ۝ Он - Тот, Кто сотворил вас. Среди вас есть неверующие, и среди вас есть верующие. Аллах видит то, что вы совершаете. ۝ Он создал небеса и землю ради истины, придал вам облик и сделал ваш облик прекрасным. К Нему предстоит прибытие. ۝ Он знает о том, что на небесах и на земле, и знает о том, что вы скрываете и что обнародуете. Аллах ведает о том, что в груди. ۝ Разве до вас не дошли рассказы о тех, которые не уверовали в прошлом и вкусили пагубные последствия своих деяний? Им уготованы мучительные страдания. ۝ Это - за то, что посланники приходили к ним с ясными знамениями, а они говорили: «Неужели люди поведут нас прямым путём?» Они не уверовали и отвернулись. Аллах обошёлся без них, ведь Аллах - Богатый, Достохвальный. ۝ Неверующие полагают, что они не будут воскрешены. Скажи: «Напротив, клянусь моим Господом, вы непременно будете воскрешены, а затем вам непременно сообщат о том, что вы совершили. Это для Аллаха легко». ۝ Уверуйте же в Аллаха, Его посланника и свет, который Мы ниспослали. Аллах ведает о том, что вы совершаете.
—  64:1—18 (Кулиев)